# San Daniele del Friuli
San Daniele del Friuli (tiếng Friulia: Sant Denêl) là một đô thị ở tỉnh Udine trong vùng Friuli-Venezia Giulia thuộc Ý, có cự ly khoảng 80 km về phía tây bắc của Trieste và khoảng 20 km về phía tây bắc của Udine.
San Daniele del Friuli giáp các đô thị: Dignano, Forgaria nel Friuli, Majano, Osoppo, Pinzano al Tagliamento, Ragogna, Rive d'Arcano, Spilimbergo.

## Thành phố kết nghĩa
- Millstatt, Áo, từ 1985
- Altkirch, Pháp, từ 1994
- Hersbruck, Đức, từ 2008